# Joan Ferrarons i Llagostera
Joan Ferrarons i Llagostera és un traductor i professor universitari català.
Llicenciat i doctorat en traducció a la Universitat Autònoma de Barcelona, de la que n'és professor, el seu àmbit de recerca principal i les seves publicacions acadèmiques es refereixen principalment a la recepció de la literatura ídix traduïda, l'impacte de la traducció en les llengües minoritzades i la translació de noms propis.
Com a traductor, en l'àmbit literari ha versionat autors com Franz Kafka, Hermann Hesse, Patrick Süskind, Siegfried Lenz, Bertha von Suttner, Hugo von Hofmannsthal, Norman Davies, W. G. Sebald, Lutz Seiler o Kim de l’Horizon. I pel que fa a la filosofia, les seves versions inclouen obres de Friedrich Nietzsche, Theodor W. Adorno, Byung-Chul Han, Günther Anders o Frédéric Gros. La seva traducció d'El castell, de Kafka, va rebre el Premi Montserrat Franquesa de Traducció, del PEN Català de l'any 2020. L'any 2024 es va publicar la seva versió de A passes cegues per la terra de Leib Ròkhman, que és la primera traducciió directa d'una obra escrita en ídix al català.

## Obra

### Obra pròpia
- La traducció de literatura ídix moderna: la judeïtat ídix i el trasllat d’endònims (Tesi doctoral).[6]
- La traducció dels noms propis. Una aproximació teòrica i pràctica. Eumo Editorial, 2024, ISBN 978-84-9766-855-2

### Principals traduccions
- Abaixeu les armes!, de Bertha von Suttner. Angle editorial, 2014. ISBN 978-8416139071
- El naixement de la tragèdia, de Friedrich Nietzsche. Cedres vermells, 2014. ISBN 978-84-617-0744-7
- La infantesa del bruixot, de Hermann Hesse. Angle editorial, 2017. ISBN 9788415307686.
- El castell, de Franz Kafka. Club editor, 2019. ISBN 978-84-7329-242-9.
- Mínima moralia, de Theodor Adorno. Arcàdia editorial, 2024. ISBN 978-84-127457-9-5.
- A passes cegues per la terra, de Leib Ròkhman. Club editor, 2024. ISBN 978-84-7329-425-6
- Lliçó d’alemany, Siegfried Lenz. Club editor, 2025. ISBN 9788473294850